# Wahlen 2024
◄◄ | ◄ | 2020 | 2021 | 2022 | 2023 | Wahlen 2024 | 2025 | 2026 | 2027

Weitere Ereignisse
Die unten aufgeführten Wahlen fanden im Jahr 2024 statt. Die Liste erhebt keinen Anspruch auf Vollständigkeit.
Ein Teil der aufgeführten Wahlen wurde nicht nach international anerkannten demokratischen Standards durchgeführt. Einige waren Scheinwahlen; es gab auch Wahlbetrug. Oft hatten nicht alle konkurrierenden Kandidaten oder Parteien gleichrangigen Zugang zu den Massenmedien des Landes. Die Pressefreiheit ist in vielen Ländern der Erde eingeschränkt (siehe auch Rangliste der Pressefreiheit).

## Termine
| Land                    | Datum                               | Wahl/Abstimmung | Kontext/Übersicht                                           | Bemerkung                                                     |
| ----------------------- | ----------------------------------- | --- | ----------------------------------------------------------- | ------------------------------------------------------------- |
| Bangladesch             | 7. Jan.                             | Parlamentswahl in Bangladesch | Wahlen in Bangladesch                                       |                                                               |
| Taiwan                  | 13. Jan.                            | Präsidentenwahl und Wahl des Legislativ-Yuans der Republik China (Taiwan)                                                                                    | Wahlen in der Republik China (Taiwan)                       | [ 1 ] [ 2 ] [ 3 ]                                             |
| Komoren                 | 14. Jan.                            | Präsidentschaftswahl auf den Komoren | Wahlen auf den Komoren                                      |                                                               |
| Tuvalu                  | 26. Jan.                            | Parlamentswahl in Tuvalu | Wahlen in Tuvalu                                            |                                                               |
| Finnland                | 28. Jan.                            | Präsidentschaftswahl in Finnland | Wahlen in Finnland                                          |                                                               |
| El Salvador             | 4. Feb.                             | Präsidentschaftswahl in El Salvador | Wahlen in El Salvador                                       | [ 4 ] [ 5 ]                                                   |
| Mali                    | 4. Feb.                             | Parlamentswahl in Mali | Wahlen in Mali                                              | ursprünglich für 2022 geplant und seither mehrmals verschoben |
| Aserbaidschan           | 7. Feb.                             | Präsidentschaftswahl in Aserbaidschan | Wahlen in Aserbaidschan                                     |                                                               |
| Pakistan                | 8. Feb.                             | Parlamentswahl in Pakistan | Wahlen in Pakistan                                          | [ 6 ]                                                         |
| Deutschland             | 11. Feb.                            | Wiederholung der Bundestagswahl 2021 in 455 der 2256 Berliner Wahlbezirke                                                                                    | Bundestagswahlen                                            | [ 7 ] [ 8 ] [ 9 ]                                             |
| Finnland                | 11. Feb.                            | Stichwahl der Präsidentschaftswahl in Finnland | Wahlen in Finnland                                          |                                                               |
| Indonesien              | 14. Feb.                            | Parlamentswahl und Präsidentschaftswahl in Indonesien | Wahlen in Indonesien                                        |                                                               |
| Spanien                 | 18. Feb.                            | Parlamentswahl in Galicien | Parlamentswahlen in einer autonomen Gemeinschaft in Spanien |                                                               |
| Belarus                 | 25. Feb.                            | Parlamentswahl in Belarus | Wahlen in Belarus                                           |                                                               |
| Italien                 | 25. Feb.                            | Regionalwahl in Sardinien | Regionalwahlen in Sardinien                                 |                                                               |
| Ungarn                  | 26. Feb.                            | Präsidentschaftswahl in Ungarn | Wahlen in Ungarn                                            |                                                               |
| Israel                  | 27. Feb.                            | Kommunalwahlen in Israel | Wahlen in Israel                                            | [ 10 ] [ 11 ] [ 12 ]                                          |
| Iran                    | 1. Mrz.                             | Parlamentswahl im Iran | Wahlen im Iran                                              |                                                               |
| Schweiz                 | 3. Mrz.                             | Volksabstimmung in der Schweiz | Volksabstimmung (Schweiz)                                   | [ 13 ] [ 14 ]                                                 |
| Irland                  | 8. Mrz.                             | Verfassungsreferendum in Irland | Wahlen in Irland                                            | [ 15 ] [ 16 ] [ 17 ] [ 18 ] [ 19 ] [ 20 ] [ 21 ] [ 22 ]       |
| Italien                 | 10. Mrz.                            | Regionalwahl in den Abruzzen | Regionalwahlen in Italien                                   |                                                               |
| Österreich              | 10. Mrz.                            | Gemeindevertretungs- und Bürgermeisterwahlen in Salzburg 2024                                                                                                | Wahlen in Österreich                                        |                                                               |
| Portugal                | 10. Mrz.                            | Parlamentswahl in Portugal | Wahlen in Portugal                                          |                                                               |
| Russland                | 15.–17. Mrz.                        | Präsidentschaftswahl in Russland | Wahlen in Russland                                          |                                                               |
| Slowakei                | 23. Mrz.                            | 1. Wahlgang der Präsidentschaftswahl in der Slowakei | Wahlen in der Slowakei                                      | [ 23 ] [ 24 ]                                                 |
| Senegal                 | 24. Mrz.                            | Präsidentschaftswahl im Senegal | Wahlen im Senegal                                           | [ 25 ] [ 26 ]                                                 |
| Japan                   | 24. Mrz.                            | Gouverneurswahl in Kumamoto | Wahlen in Japan                                             |                                                               |
| Türkei                  | 31. Mrz.                            | Kommunalwahlen in der Türkei und Bürgermeisterwahl in Ankara und Istanbul                                                                                    | Wahlen in der Türkei                                        |                                                               |
| Slowakei                | 6. Apr.                             | Stichwahl der Präsidentschaftswahl in der Slowakei | Wahlen in der Slowakei                                      | [ 27 ] [ 28 ]                                                 |
| Polen                   | 7. Apr.                             | Selbstverwaltungswahlen in Polen | Wahlen in Polen                                             | [ 29 ]                                                        |
| Südkorea                | 10. Apr.                            | Parlamentswahl in Südkorea | Wahlen in Südkorea                                          | [ 30 ]                                                        |
| Österreich              | 14. Apr.                            | Gemeinderats- und Bürgermeisterwahl in Innsbruck | Wahlen in Österreich                                        |                                                               |
| Salomonen               | 17. Apr.                            | Parlamentswahl auf den Salomonen | Politik (Salomonen)                                         |                                                               |
| Kroatien                | 17. Apr.                            | Parlamentswahl in Kroatien | Wahlen in Kroatien                                          | [ 31 ]                                                        |
| Indien                  | 19. Apr. 6 Wochen Dauer bis 1. Juni | Parlamentswahl in Indien | Wahlen in Indien                                            | [ 32 ]                                                        |
| Italien                 | 21. + 22. Apr.                      | Regionalwahl in der Basilikata | Regionalwahlen in Italien                                   |                                                               |
| Spanien                 | 21. Apr.                            | Regionalwahlen im Baskenland | Parlamentswahlen in einer autonomen Gemeinschaft in Spanien | [ 33 ] [ 34 ] [ 35 ] [ 36 ]                                   |
| Malediven               | 21. Apr.                            | Parlamentswahl auf den Malediven | Wahlen auf den Malediven                                    | [ 37 ] [ 38 ] [ 39 ] [ 40 ] [ 41 ]                            |
| Polen                   | 21. Apr.                            | Stichwahl der Selbstverwaltungswahlen in Polen | Wahlen in Polen                                             | [ 42 ]                                                        |
| Nordmazedonien          | 24. Apr.                            | Präsidentschaftswahl in Nordmazedonien | Wahlen in Nordmazedonien                                    | [ 43 ]                                                        |
| Togo                    | 29. Apr.                            | Parlamentswahl in Togo | Wahlen in Togo                                              |                                                               |
| Vereinigtes Königreich  | 2. Mai                              | Kommunalwahlen im Vereinigten Königreich | Wahlen im Vereinigten Königreich                            | [ 44 ] [ 45 ] [ 46 ]                                          |
| Panama                  | 5. Mai                              | Präsidentschafts- und Parlamentswahl in Panama | Wahlen in Panama                                            |                                                               |
| Tschad                  | 6. Mai                              | Präsidentschaftswahl im Tschad | Wahlen im Tschad                                            |                                                               |
| Nordmazedonien          | 8. Mai                              | Parlamentswahl in Nordmazedonien Stichwahl der Präsidentschaftswahl in Nordmazedonien                                                                        | Wahlen in Nordmazedonien                                    | [ 47 ]                                                        |
| Litauen                 | 12. Mai                             | Präsidentschaftswahl in Litauen | Wahlen in Litauen                                           |                                                               |
| Spanien                 | 12. Mai                             | Parlamentswahl in Katalonien | Wahlen in Katalonien                                        |                                                               |
| Dominikanische Republik | 19. Mai                             | Präsidentschafts- und Parlamentswahl in der Dominikanischen Republik                                                                                         | Wahlen in der Dominikanischen Republik                      |                                                               |
| Deutschland             | 26. Mai                             | Kommunalwahlen in Thüringen | Wahlen in Thüringen                                         | [ 48 ]                                                        |
| Japan                   | 26. Mai                             | Gouverneurswahl in Shizuoka | Wahlen in Japan                                             |                                                               |
| Madagaskar              | 29. Mai                             | Parlamentswahl in Madagaskar | Wahlen in Madagaskar                                        | [ 49 ] [ 50 ]                                                 |
| Südafrika               | 29. Mai                             | Parlamentswahl in Südafrika | Wahlen in Südafrika                                         | [ 51 ] [ 52 ]                                                 |
| Island                  | 1. Jun.                             | Präsidentschaftswahl in Island | Wahlen in Island                                            |                                                               |
| Mexiko                  | 2. Jun.                             | Präsidentschafts-, Parlaments- und Regional-Wahlen in Mexiko                                                                                                 | Wahlen in Mexiko                                            | [ 53 ]                                                        |
| Europäische Union       | 6. Jun. bis 9. Jun.                 | Europawahl Wahlen in den einzelnen Ländern im Überblick | Europawahlen                                                |                                                               |
| Irland                  | 7. Jun.                             | Kommunalwahl in Irland | Wahlen in Irland                                            | [ 54 ]                                                        |
| Italien                 | 8. + 9. Jun.                        | Regionalwahl im Piemont | Regionalwahlen im Italien                                   |                                                               |
| Italien                 | 8. + 9. Jun.                        | Kommunalwahlen in Italien | Kommunalwahl im Italien                                     |                                                               |
| Belgien                 | 9. Jun.                             | Parlamentswahl in Belgien | Wahlen in Belgien                                           | [ 55 ]                                                        |
| Belgien                 | 9. Jun.                             | Wahl des Parlaments der Deutschsprachigen Gemeinschaft Wallonische Parlamentswahl Wahl des Parlaments der Region Brüssel-Hauptstadt Flämische Parlamentswahl | Wahlen in Belgien                                           | [ 55 ]                                                        |
| Bulgarien               | 9. Jun.                             | Parlamentswahl in Bulgarien (Juni) | Wahlen in Bulgarien                                         | [ 56 ]                                                        |
| Deutschland             | 9. Jun.                             | Kommunalwahlen in Baden-Württemberg | Wahlen in Baden-Württemberg                                 | [ 57 ]                                                        |
| Deutschland             | 9. Jun.                             | Kommunalwahlen in Brandenburg | Wahlen in Brandenburg                                       | [ 58 ]                                                        |
| Deutschland             | 9. Jun.                             | Hamburger Bezirksversammlungswahlen | Wahlen in Hamburg                                           | [ 59 ]                                                        |
| Deutschland             | 9. Jun.                             | Kommunalwahlen in Mecklenburg-Vorpommern | Wahlen in Mecklenburg-Vorpommern                            |                                                               |
| Deutschland             | 9. Jun.                             | Kommunalwahlen in Rheinland-Pfalz | Wahlen in Rheinland-Pfalz                                   | [ 60 ]                                                        |
| Deutschland             | 9. Jun.                             | Kommunalwahlen im Saarland | Wahlen im Saarland                                          | [ 61 ]                                                        |
| Deutschland             | 9. Jun.                             | Kommunalwahlen in Sachsen | Wahlen in Sachsen                                           | [ 62 ]                                                        |
| Deutschland             | 9. Jun.                             | Kommunalwahlen in Sachsen-Anhalt | Wahlen in Sachsen-Anhalt                                    | [ 63 ]                                                        |
| Deutschland             | 9. Jun.                             | Stichwahl der Kommunalwahlen in Thüringen | Wahlen in Thüringen                                         | [ 64 ]                                                        |
| Rumänien                | 9. Jun.                             | Kommunalwahlen in Rumänien | Wahlen in Rumänien                                          | [ 65 ]                                                        |
| San Marino              | 9. Jun.                             | Parlamentswahl in San Marino | Wahlen in San Marino                                        |                                                               |
| Schweiz                 | 9. Jun.                             | Volksabstimmung in der Schweiz | Volksabstimmung (Schweiz)                                   |                                                               |
| Ungarn                  | 9. Jun.                             | Kommunalwahlen in Ungarn | Wahlen in Ungarn                                            | [ 66 ]                                                        |
| Japan                   | 16. Jun.                            | Präfekturparlamentswahl in Okinawa | Wahlen in Japan                                             | [ 67 ]                                                        |
| Iran                    | 28. Jun.                            | Präsidentschaftswahl im Iran | Wahlen im Iran                                              |                                                               |
| Mongolei                | 28. Jun.                            | Parlamentswahl in der Mongolei | Wahlen in der Mongolei                                      |                                                               |
| Mauretanien             | 29. Jun.                            | Präsidentschaftswahl in Mauretanien | Wahlen in Mauretanien                                       |                                                               |
| Frankreich              | 30. Jun.                            | 1. Wahlgang der Parlamentswahl in Frankreich | Wahlen in Frankreich                                        |                                                               |
| Vereinigtes Königreich  | 4. Jul.                             | Britische Unterhauswahl | Wahlen im Vereinigten Königreich                            |                                                               |
| Iran                    | 5. Jul.                             | Stichwahl der Präsidentschaftswahl im Iran | Wahlen im Iran                                              |                                                               |
| Frankreich              | 7. Jul.                             | 2. Wahlgang der Parlamentswahl in Frankreich | Wahlen in Frankreich                                        |                                                               |
| Japan                   | 7. Jul.                             | Gouverneurswahlen in Kagoshima und Tokio | Wahlen in Japan                                             |                                                               |
| Ruanda                  | 15. Jul.                            | Parlamentswahl in Ruanda | Wahlen in Ruanda                                            |                                                               |
| Ruanda                  | 15. Jul.                            | Präsidentschaftswahl in Ruanda | Wahlen in Ruanda                                            |                                                               |
| Syrien                  | 15. Jul.                            | Parlamentswahl in Syrien | Parlamentswahl in Syrien                                    |                                                               |
| Venezuela               | 28. Jul.                            | Präsidentschaftswahl in Venezuela | Wahlen in Venezuela                                         |                                                               |
| Kiribati                | 14. Aug.                            | Parlamentswahl in Kiribati | Wahlen in Kiribati                                          | [ 68 ]                                                        |
| Deutschland             | 1. Sep.                             | Landtagswahl in Sachsen | Wahlen in Sachsen                                           |                                                               |
| Deutschland             | 1. Sep.                             | Landtagswahl in Thüringen | Wahlen in Thüringen                                         |                                                               |
| Algerien                | 7. Sep.                             | Präsidentschaftswahl in Algerien | Wahlen in Algerien                                          | [ 69 ]                                                        |
| Ruanda                  | 16.–17. Sep.                        | Senatswahl in Ruanda | Wahlen in Ruanda                                            | [ 70 ] [ 71 ]                                                 |
| Sri Lanka               | 21. Sep.                            | Präsidentschaftswahl in Sri Lanka | Wahlen in Sri Lanka                                         |                                                               |
| Deutschland             | 22. Sep.                            | Landtagswahl in Brandenburg | Wahlen in Brandenburg                                       |                                                               |
| Schweiz                 | 22. Sep.                            | Volksabstimmung in der Schweiz | Volksabstimmung (Schweiz)                                   |                                                               |
| Österreich              | 29. Sep.                            | Nationalratswahl in Österreich | Wahlen in Österreich                                        | [ 72 ]                                                        |
| Bosnien und Herzegowina | 6. Okt.                             | Kommunalwahlen in Bosnien und Herzegowina | Wahlen in Bosnien und Herzegowina                           |                                                               |
| Tunesien                | 6. Okt.                             | Präsidentschaftswahl in Tunesien | Wahlen in Tunesien                                          |                                                               |
| Mosambik                | 9. Okt.                             | Präsidentschafts- und Parlamentswahl in Mosambik | Wahlen in Mosambik                                          |                                                               |
| Litauen                 | 13. Okt.                            | Parlamentswahl in Litauen | Wahlen in Litauen                                           |                                                               |
| Belgien                 | 13. Okt.                            | Kommunal- und Provinzialwahlen in Belgien | Wahlen in Belgien                                           | [ 55 ]                                                        |
| Österreich              | 13. Okt.                            | Landtagswahl in Vorarlberg | Wahlen in Österreich                                        | [ 73 ]                                                        |
| Moldau                  | 20. Okt.                            | Referendum über die Mitgliedschaft Moldawiens in der Europäischen Union                                                                                      |                                                             | [ 74 ]                                                        |
| Moldau                  | 20. Okt.                            | Präsidentschaftswahl in der Republik Moldau | Wahlen in der Republik Moldau                               | [ 75 ]                                                        |
| Schweiz                 | 20. Okt.                            | Wahlen im Kanton Aargau |                                                             | Wahlen 2020                                                   |
| Georgien                | 26. Okt.                            | Parlamentswahl in Georgien | Wahlen in Georgien                                          |                                                               |
| Bulgarien               | 27. Okt.                            | Parlamentswahl in Bulgarien (Oktober) | Wahlen in Bulgarien                                         | [ 76 ] [ 77 ]                                                 |
| Litauen                 | 27. Okt.                            | zweite Runde der Parlamentswahl in Litauen | Wahlen in Litauen                                           |                                                               |
| Japan                   | 27. Okt.                            | Wahlen zum Abgeordneten-/Repräsentantenhaus/Unterhaus des Nationalparlaments in Japan                                                                        | Wahlen in Japan                                             |                                                               |
| Japan                   | 27. Okt.                            | Gouverneurswahlen in Toyama und Okayama | Wahlen in Japan                                             |                                                               |
| Uruguay                 | 27. Okt.                            | Präsidentschafts- und Parlamentswahl in Uruguay | Wahlen in Uruguay                                           |                                                               |
| Italien                 | 27. + 28. Okt.                      | Regionalwahl in Ligurien | Regionalwahlen in Ligurien                                  |                                                               |
| Botswana                | 30. Okt.                            | Parlamentswahl in Botswana | Wahlen in Botswana                                          | [ 78 ] [ 79 ] [ 80 ] [ 81 ] [ 82 ] [ 83 ]                     |
| Moldau                  | 3. Nov.                             | Stichwahl der Präsidentschaftswahl in der Republik Moldau | Wahlen in der Republik Moldau                               | [ 84 ]                                                        |
| Palau                   | 5. Nov.                             | Wahlen in Palau | Wahlen in Palau                                             | [ 85 ]                                                        |
| Vereinigte Staaten      | 5. Nov.                             | Wahlen in den Vereinigten Staaten: Präsidentschaftswahl, Senatswahl und Repräsentantenhaus-Wahl                                                              | Wahlen (Vereinigte Staaten)                                 |                                                               |
| Mauritius               | 10. Nov.                            | Parlamentswahl in Mauritius | Wahlen in Mauritius                                         |                                                               |
| Sri Lanka               | 14. Nov.                            | Parlamentswahl in Sri Lanka | Wahlen in Sri Lanka                                         |                                                               |
| Italien                 | 17. + 18. Nov.                      | Regionalwahl in der Emilia-Romagna | Regionalwahlen in der Emilia-Romagna                        |                                                               |
| Italien                 | 17. + 18. Nov.                      | Regionalwahl in Umbrien | Regionalwahlen in Umbrien                                   |                                                               |
| Senegal                 | 17. Nov.                            | Parlamentswahl im Senegal | Parlamentswahl im Senegal                                   | [ 86 ]                                                        |
| Japan                   | 17. Nov.                            | Gouverneurswahlen in Hyōgo und Tochigi | Wahlen in Japan                                             |                                                               |
| Südsudan                | 22. Nov.                            | Parlamentswahl in Südsudan | Wahlen im Südsudan                                          |                                                               |
| Österreich              | 24. Nov.                            | Landtagswahl in der Steiermark | Wahlen in Österreich                                        | [ 87 ]                                                        |
| Schweiz                 | 24. Nov.                            | Volksabstimmung in der Schweiz | Volksabstimmung (Schweiz)                                   | [ 88 ]                                                        |
| Guinea-Bissau           | 24. Nov.                            | Parlamentswahl in Guinea-Bissau | Wahlen in Guinea-Bissau                                     |                                                               |
| Rumänien                | 24. Nov.                            | Präsidentschaftswahl in Rumänien (annulliert) | Wahlen in Rumänien                                          | [ 89 ]                                                        |
| Uruguay                 | 24. Nov.                            | Stichwahl der Präsidentschaftswahl in Uruguay | Wahlen in Uruguay                                           |                                                               |
| Namibia                 | 27. Nov.                            | Parlamentswahl und Präsidentschaftswahl in Namibia | Wahlen in Namibia                                           |                                                               |
| Irland                  | 29. Nov.                            | Wahl zum Dáil Éireann | Parlamentswahlen in Irland                                  | [ 90 ]                                                        |
| Island                  | 30. Nov.                            | Parlamentswahl in Island | Parlamentswahl in Island                                    | Ursprünglich für 2025 vorgesehen                              |
| Rumänien                | 1. Dez.                             | Parlamentswahl in Rumänien | Wahlen in Rumänien                                          |                                                               |
| Ghana                   | 7. Dez.                             | Parlamentswahl in Ghana und Präsidentschaftswahl in Ghana | Wahlen in Ghana                                             |                                                               |
| Rumänien                | 8. Dez.                             | Stichwahl der Präsidentschaftswahl in Rumänien (abgesagt) | Wahlen in Rumänien                                          |                                                               |
| Georgien                | 14. Dez.                            | Präsidentschaftswahl in Georgien | Wahlen in Georgien                                          | indirekte Wahl                                                |
| Kroatien                | 29. Dez.                            | Präsidentschaftswahl in Kroatien | Wahlen in Kroatien                                          | Erster Wahlgang                                               |
| Guinea-Bissau           | Herbst                              | Präsidentschaftswahl in Guinea-Bissau | Wahlen in Guinea-Bissau                                     |                                                               |

### Wahlen zu mehreren Terminen
| Staat       | Staat   | Wahl/Abstimmung                     | Kategorie                    |
| ----------- | ------- | ----------------------------------- | ---------------------------- |
| Deutschland | Sachsen | Bürgermeisterwahlen in Sachsen 2024 | Bürgermeisterwahl in Sachsen |